# ベクタシュ教団

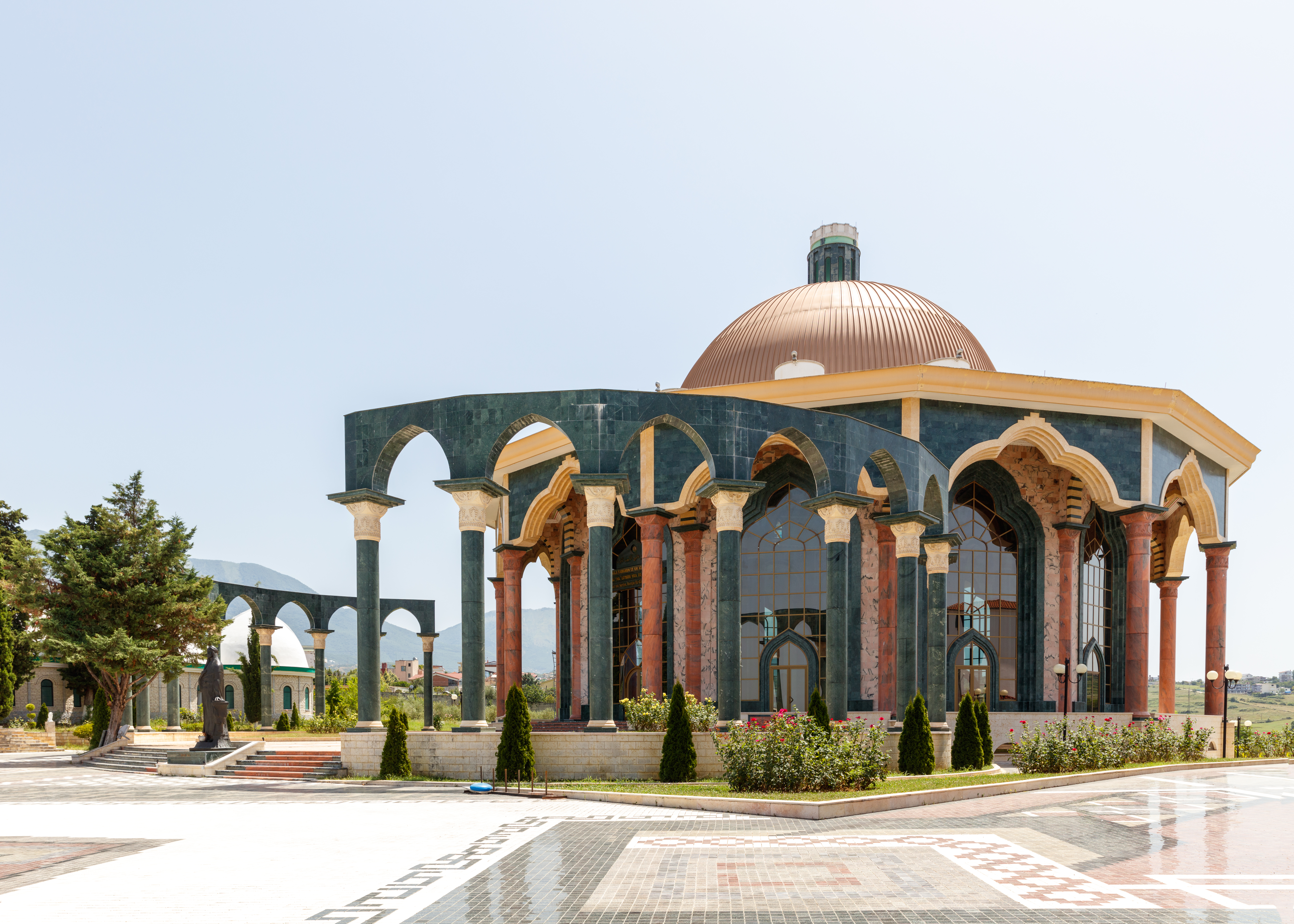
ティラナにあるベクタシュ教団の総本部

ベクタシュ教団のシンボルロゴ。
世界に現存するイスラム系教団の記章の中では独自性が高いものとなっている。

ベクタシュ教団（ベクタシー教団とも、英語: Bektashism、トルコ語: Bektaşilik、アルバニア語: Bektashizmi または Bektashizëm) は、十二イマーム派（シーア派）の分派とされるスーフィズム教団。

## 概要
13世紀にホラーサーン出身の聖者ハジュ・ベクタシュがアナトリア半島にて設立し、爾来カランダリー教団や15世紀のフルフィー教団をはじめ、同半島で興った他のスーフィズム教団の影響を受けながら発展を遂げた。16世紀にはバリム・スルタン（? - 1516年）が教団の組織化や中央集権化に成功し、中興の祖と称された。
アレヴィー派や十二イマーム派（何れもベクタシー教団と同じくシーア派）と同様、アリー・イブン・アビー・ターリブに対する崇敬を信仰の拠り所としているため、マフムト2世の改革以後は正統派の聖職者により異端とされた。
しかし、シーア派やスーフィズム、キリスト教やその他土着信仰を習合させた教団に対する支持は根強く、農民のみならずオスマン帝国のインテリ層にまで大きな影響を与えている。アレヴィー派とは哲学や文化の面で密接な関係があり、トルコでは現在アレヴィー-ベクタシー文化として、両者は統合した形で語られることが一般的である。

## 信条
イスラム教における他の神秘主義運動と共通する所が多い。例えば教団用語でババと称される精神的支柱が存在するほか、シャリーア（イスラム法）、タリーカ（精神的指針）、マーリファ（体験的知識）、そしてハキーカ（現実）の4つを固守する。
また、イブン・アラービーの提唱した存在一性論を特に強調しており、これは万有在神論に近しい概念ではあるものの、西洋では汎神論として誤って分類されることが度々ある。存在一性論の中心的概念に基づき、教団ではハキーカをアッラー、ムハンマド、そしてアリーの3者が統一した実性と見るものの、キリスト教におけるような三位一体説を採るものではない。
ムハッベトと呼ばれる独特の儀礼食のほかババに罪状を告白するなど、クルアーンやスンナの非正統的な解釈に基づく儀式を行うことが多く、その上こうした儀式を執り行うに当たり特定の教理も存在しないのが特徴である。ガザーリーやジャラール・ウッディーン・ルーミーら、教団外部にあって精神面で近しい関係にある神秘主義者を崇拝する風も強い。
信徒は通過儀礼を通じてハキーカへの霊的な道を歩まなければならず、ダルヴィーシュなどを経て最終的にはハーンカーフ （修道場）の長たるババとなり、霊的導きを授ける資格を得ることになる。なお、ババにも階級が存在し、最年長者であるデデババ（曽祖父の意）は教団トップとされる。デデババはアナトリア半島中部・ネヴシェヒル県ハジベクタシュ村にあるハジュ・ベクタシュ廟付近に居住する。

## 歴史
オスマン帝国で支持を大きく伸ばし、教団支部は帝都コンスタンティノープル（現在のイスタンブール）やバルカン半島のみならず、アナトリア半島全域へと広がった。とりわけイェニチェリとは繋がりが深く、1826年にイェニチェリが廃止されるとマフムト2世により帝国全土で禁教とされた。この決定は正統派寄りのスーフィズム教団指導者以外にも、敵対するスンナ派の宗教的エリートの支持を受けたが、以後ハーンカーフの閉鎖やダルヴィーシュが追放されるなど、教団は苦難の道を歩むこととなる。
しかしタンジマート期には再び勢力を回復し、中近東地域初のアメリカの大学・ロバート大学は、イスタンブール北部のベベクにある教団施設の側に建てられたことでも知られる。1890年代に同学でドイツ語教師を務めていたフリードリッヒ・シュレーダーによると、ユニテリアン派を奉じる大学創設者と教団指導者との間に、極めて優れた関係が存在したという。
共和国樹立後の1925年、ケマル・アタテュルクの下で全スーフィズム教団が禁じられ、教団支部も再び閉鎖に追い込まれた結果、指導者らはアルバニアへ亡命し首都ティラナに本拠地を構えることを余儀なくされた。ただ、ケマル政権下の禁教で教団にも否定的な影響が出たにも拘わらず、この時期の改革が歴代スンナ派権力者から受けてきた宗教的不寛容を比較的和らげるものであったため、国内の殆どの信徒は今日においても世俗主義を支持している。

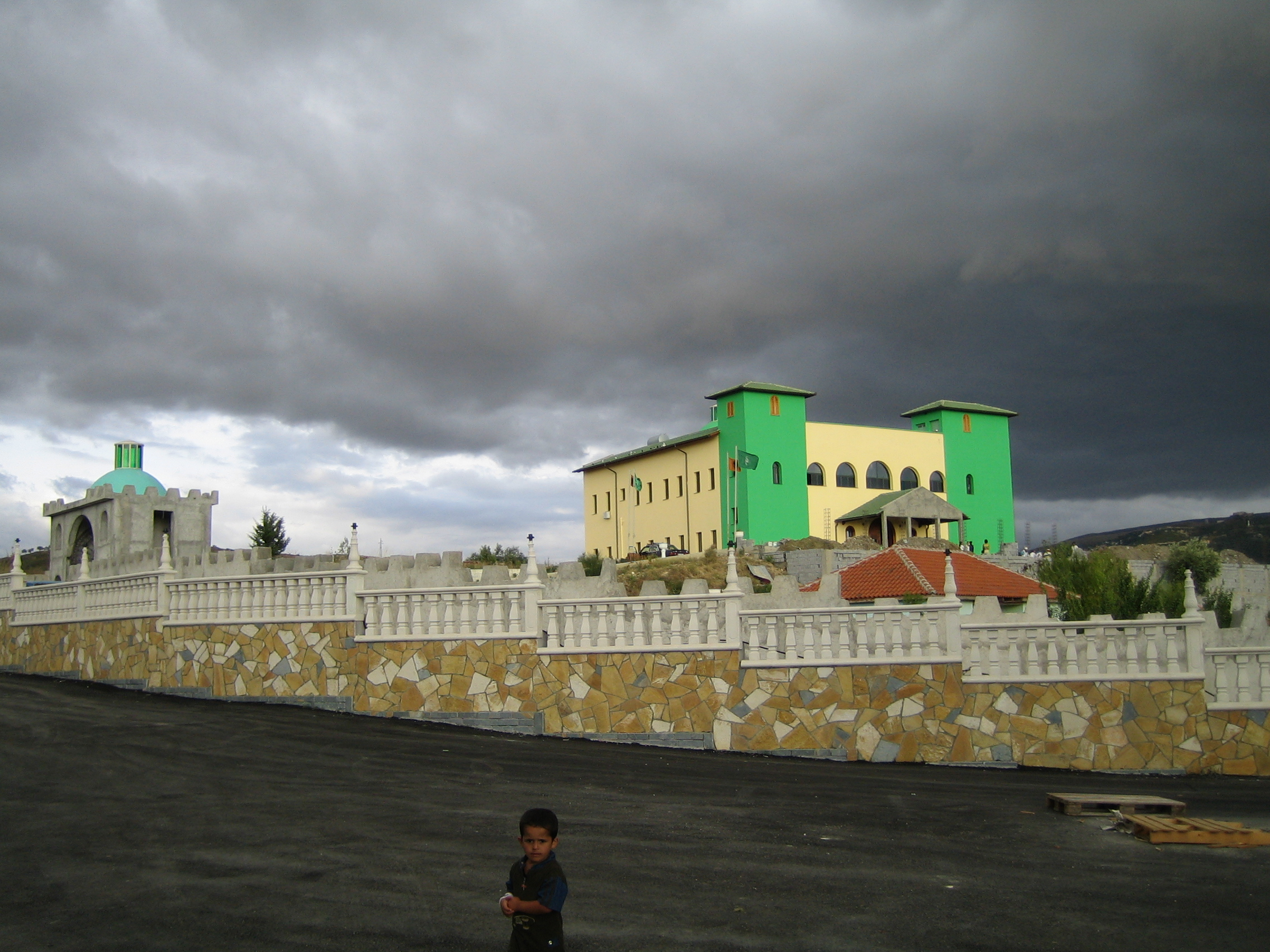
ヴロラに建立された新たなハーンカーフ

バルカン半島ではアルバニアを皮切りにギリシャやブルガリア、マケドニアと、多くの地域でイスラム教化に与えた影響は計り知れない。18世紀までにはアルバニア南部とギリシャ北部で多くの信徒を得ており、上述の通り共和国でスーフィズム教団が禁教とされると、アナトリア半島中部のハジベクタシュからティラナへと教団本部を移した。アルバニアではスンナ派共同体からの分離を宣言したため、他の殆どのスーフィズム教団と同様、スンナ派の分派と言うよりは寧ろ、れっきとしたセクトと認識されるようになった。
第二次世界大戦までは教団も繁栄を謳歌していたものの、1945年に共産主義政権が発足するとババやダルヴィーシュが処刑され、教団への締め付けが一層厳しくなる。最終的には1967年にエンヴェル・ホッジャが全宗教を禁じたことにより、ハーンカーフは尽く閉鎖に追い遣られた。禁教が1990年に解かれて以降教団は再建と相成り、アルバニア国内には今も多くのハーンカーフが存在する。
また、マケドニアやコソヴォのアルバニア人居住地域においても信徒の共同体があり、中でも最も有名なのが、近年までターヒル・エミニ（1941年 - 2006年）の支配下にあったテトヴォのハラバティ・ババ修道場である。なお、ターヒル・エミニの死後はコルチャのトゥラン修道場長を務めていたエドモンド・ブラヒマジが、ティラナの総本部により後継者に任命された。
17世紀のユダヤ系「メシア」であるシャブタイ・ツヴィがイスラムに改宗後、教団から多大なる影響を受けたことでも知られ、モンテネグロのウルツィニにある彼の墓には、今なお地元のムスリムが訪れている。
アルバニアではバチカンをモデルとしたベクタシュ教団のミニ宗教国家が提案されている。指導者のババ・モンディによると場所はティラナの低賃金地区で、面積は27エーカー（約0.1平方キロメートル）。イスラム教国家ではあるが、女性の衣服の自由や飲酒が認められている。2024年9月、同国のエディ・ラマ首相はこの提案を支持しており、近い将来に計画を発表する予定である。